# Mozgalmi dal

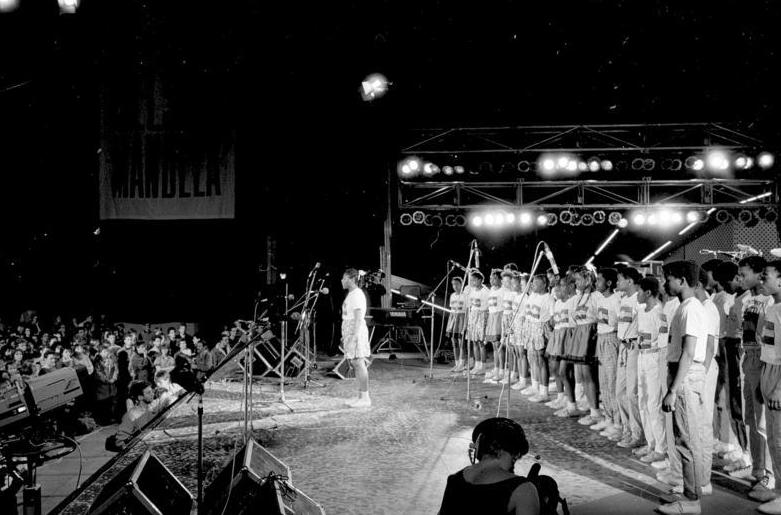
Mozgalmi dalok fesztiválja az Német Demokratikus Köztársaság fővárosában, Berlinben (1989)

Mozgalmi dalnak (vagy mozgalmi indulónak) olyan dalokat nevezünk, melyeket politikai célból írtak. A munkáskultúrában különleges helyet foglalt el a mozgalmi dal. A zene az érzelmek nyelve, ezért a mozgalmi dal is először az érzelmekre hat, könnyen megjegyezhető, egyszerű, jól hangzó dallamával. Ezt a megjegyezhető dallamot kapcsolja össze a dal szövegével, melynek értelme már a politikai agitáció és ideológiai befolyásolás eszköze volt. A dal éneklése gyakran maga is tüntetés, harci cselekedet volt. A mozgalmi dal és a munkadal éltette, összetartotta és egyúttal szórakoztatta a munkásmozgalmi közösségeket.

## Menetdal
A katonaság, Honvédség – egyik alapvető kiképzése a menetdal begyakorlása. Amikor menetelnek, egyik parancs: -"Nótát!" Sok katona dal, népdal egyben menetdal is. Ennek ritmusát fölveszi az egység. Egyszerre lépnek (futnak USA egységben), lehet gyorsítani, lassítani szükség szerint a ritmust. Dal közben nincs beszéd (szigorúan büntetik!), mindenkinek énekelni kell. (A hallgatót is büntetik!) A Kossuth-nóta az 1848–49-es szabadságharc legnépszerűbb toborzó dala volt. Kimaradt az 1959-es KISZ daloskönyvből. 

## Puskadal
Jó időben, rossz időben/ Hordom kedves fegyverem./ Összeszoktunk és azóta/Egyre jobban kedvelem.- Tréfás folytatás ...Egyiket a párja kapja, másikat a pártnak adja, a harmadikkal egy a fegyvere./ Hogyha majd az óra ütni fog nekünk,/ Szputnyik száll az égre, pajtás, velünk... Igyekeztek a fegyveres testületekbe toborozni, nemcsak régen. Háry János (opera) Kodály Zoltán

## Álcázott mozgalmi dalok
A mozgalmi dalok egy kis része „rejtett tartalommal” indul, mely népdalokra emlékeztethet: idilli képeket, esetleg gyermekdalokra emlékeztető szövegeket tartalmaz az első néhány strófa, melyeket fokozatosan vált fel a politikai mondanivaló.
Erre magyar példa lehet a „Békén szusszan a mackóhad” című dal, mely első ránézésre egyszerű altatódal:
```
Békén szusszan a mackóhad,
Puha párnán alszik a tó,
Lengő hinta is elszunnyad
Sűrű éj lesz jó takaró

Kicsim álmodj már
Csuda álom száll
Iderepül a szemedre…
Csitt, kicsi, tente,

Csillag gyermeket elringat
odafönn a Hold nagyapó.

```

A harmadik versszak már teljesen egyértelműen politikai tartalmú:
```
Jött egy vérpiros október,
Ragyogott a fénye miránk
Munkások hada: tűztenger
Csuda jelt írt égre a láng.

Kicsim álmodj már
Csuda álom száll
Iderepül a szemedre…
Csitt, kicsi, tente,

Új kor éneke szárnyalt fenn,
S belerengett mind a világ.

```

Ennek példája (vagy paródiája) az 1972-ben készült „Kabaré” című film, mely a hasonló című musical „A holnap az enyém” („Tomorrow Belongs to Me”) dalában mutatta be a náci Németország fiataloknak készült mozgalmi dalát. A dal egy természeti képpel indít, lágy, dallamos hangokkal, mely fokozatosan csap át kemény politikai mondanivalóba és indulószerű dalba.
Az induló sorok így hangzanak (hozzávetőleges magyar fordításban):
```
A napsugár nyári meleget sugároz a rétre,
A szarvasbika szabadon száll az erdőben,
De összegyűlnek mind a vihart üdvözölni:
A holnap az enyém.

A hárs levelei lombosak és zöldek,
A Rajna arany folyamát a tengernek adja
De valahol a dicsfény még rejtve várakozik,
A holnap az enyém.

```

A dal utolsó versszaka pedig így hangzik, melyet a Hitlerjugend fiataljai énekelnek, dobok kísérnek, és közben náci jelképeket lengetnek:
```
Ó Anyaföld, Anyaföld,
Mutasd meg jeled,
Melyre gyermekeid vártak,
Jő a reggel,
És a világ az enyém,
A holnap az enyém.

```

## Néhány híres mozgalmi dal

### Aszocializmusindulói, munkásindulók, gyászindulók, alkalmi dalok, úttörődalok
- Internacionálé – „Föl, föl ti rabjai a Földnek…” kezdettel (francia, nemzetközi).  (venezuelai változat)
- Lóránd István: A párttal, a néppel
- DIVSZ-induló – „Egy a jelszónk a béke, harcba boldog jövőért megyünk…” kezdettel.
- Komszomol-induló – „Ajkunkon vidáman új nóta csendül…” kezdettel.
- Felszabadulás dala – „Indulj az útra, és vissza ne nézz…” kezdettel (lásd. még közismert a refrént: „Április 4-ről szóljon az ének…”). Zene és szöveg: Rossa Ernő.
- Fel, vörösök, proletárok – ford. Békés István.
- Bunkócska – „Sose hallok olyan gyönyörű nótaszót…” kezdettel.
- Lenin-dal vagy Lenin-gyászinduló – ’A rablánc a lábon nehéz volt…’ kezdettel magyarszövegét Rossa Ernő és Szabó Miklós írta. Az orosz eredeti: Замучен тяжелой неволей (Zamucsen tyjazsjoloj nyevolej, A nehéz rabságban eltörődve.); van jiddis nyelvű változata is: אין קאַמף (In Kamf, A harcban; írta David Edelstadt 1889-ben)
- Köszönjük néked, Rákosi elvtárs!…
- Puskadal – „Jó időben, rossz időben…” kezdettel.
- Munkás gyászinduló – „A zsarnokság dőzsölt és ülte torát…” kezdettel.
- Mint a mókus fenn a fán… (magyar)
- Itt van május elseje…
- Bécsi munkásinduló – „Munka hadának a lépte dobog”… kezdettel (osztrák)
- Avanti popolo – „Előre, győzni kell…” kezdettel (olasz),[3] ford. Gál Zsuzsa
- Warszawianka vagy Varsavjanka – „Rontása tört ránk a dúló viharnak…” kezdettel (lengyel) V. Bjelij feldolgozása, ford. Gáspár Endre
- Amuri partizánok dala – „Völgyvidéken és hegygerincen át…” kezdettel (szovjet, orosz) Aturov, ford. Zsombori János
- Poljusko polje – „Vár ránk a síkság…” kezdettel (szovjet, orosz) Knyipper, ford. Raics István
- Vörös Csepel – „Még, még, még és még” kezdettel. zene: Hanns Eisler, magyar szöveg: Hidas Antal
- Munkásőrinduló – „Tűzcsillagunk sugara árad e tájon” kezdettel,Juhász Frigyes és Rossa Ernő.
- Fel ifjúság a szocializmusért – „Lányok, fiúk, ha lelkesít a tett” kezdettel
- A kommunizmus himnusza – „Egy kézfogás felér a harcban” kezdettel
- Kodály Zoltán – Raics István: Úttörő induló
- Sej, a mi lobogónkat a Népi Kollégiumok Országos Szövetségének indulója, Jankovich Ferenc szövege, moldvai népdalra.

### Hungaristaindulók
- Ébredj, magyar! – A Hungarista Mozgalom hivatalos indulója. Zene: Sámy Zoltán, szöveg: Uy Károly és Bitskey Miklós.
- Testvér, elég a szolgaságból! – A nyilas munkástagozat népszerű indulója volt. Az 1944. október 15-i nyilas hatalomátvétel után Hungarista Győzelmi Induló néven lett ismert.
- Kitartás – "Új harcra föl, int már a hajnal..." kezdetű dal.

### Forradalmi és szabadságharcos dalok
A francia forradalom idejéből
- Koldusok éneke, francia forradalmi dal („Föl koldus véreim, új nap kél, Piros ünnepi hajnal ébred.”).[4]
- La Carmagnole, „A gaz bitangnak terve ez…” kezdettel (francia forradalmi dal), fordította Gerő György.
- Marseillaise vagy A szabadság himnusza (ma Franciaország himnusza), Rouget de L'Isle[5]„Előre ország népe, harcra…” Jankovich Ferenc fordítása. (Nem lesz a tőke úr mirajtunk/ Elvész, aki a múltnak él – munkásmozgalmi változat)
- Lengyelország himnusza Józef Wybicki írta 1797-ben, Jan Henryk Dąbrowski csapatainak írta, a Dąbrowski-mazurka dallamára.

Egyéb háborúk, polgárháborúk és forradalmak idejéből
- Madrid védői vagy A nemzetközi brigádok indulója, „Madrid határán állunk a vártán…” kezdettel. Komját Aladár, Arma Pál (1936, a spanyol polgárháború köztársasági erőinek dala).
- Bella ciao – „Eljött a hajnal…” kezdettel. (Olasz partizándal, ismeretlen szerző műve, a II. világháborúban terjedt el).
- Guantanamera – „Egyenes derékkal jöttem…” kezdettel. 1928, 1958 José Martí (kubai mozgalmi dal).[6]
- János bácsi a csatában A parodizált dal az északiak John Brown’s Body című katonaindulója az amerikai polgárháború idejéből. Mozgalmi változat refrénje: „Élesebb legyél a késnél,/ Harcosabb a szenvedésnél;/ Mert az ember másokért él;/ S ez a legszebb mesterség.” Kimaradt az 1959-es KISZ daloskönyvből. [7]

## Kiadások
- Indulj velünk, dalolj velünk! Dalszövegek; Szikra, Budapest, 1946
- Magyar Szabadságharcos Szövetség; Szikra Ny., Budapest, 1949
- Szállj, te büszke ének! Honvéd daloskönyv (a Honvédelmi Minisztérium Főcsoportfőnökségének kiadása 1950. Hungária Hírlapnyomda, Budapest)
- Dalolj velünk! Indulók, mozgalmi dalok szövegei; KISZ, Budapest, 1957
- Daloskönyv; KISZ Pest Megyei Bizottsága Ligeti Károly Vezetőképző Iskola, Sződliget, 1977